# Brandenburger Symphoniker
Die Brandenburger Symphoniker sind ein Sinfonieorchester aus Brandenburg an der Havel. Ihre Heimspielstätte ist das dortige Brandenburger Theater, deren einziges festes Ensemble sie sind.
Gegründet wurde es 1810 von hochrangigen preußischen Militärmusikern aus den Füsilier- und Grenadier-Regimentern. Ab 1866 nannte sich das erfolgreiche Musikensemble Orchester des Brandenburger Theaters. Nach der Deutschen Wiedervereinigung bekam das Orchester den Namen Brandenburger Symphoniker.
Sie gehören als ältester bestehender Klangkörper zu den herausragenden kulturellen Einrichtungen des Landes Brandenburg. Das Orchester wirkt nicht nur als Sinfonieorchester, sondern bei Musiktheaterproduktionen des Brandenburger Theaters auch als Opernorchester und spielt seit mehreren Jahren bei Produktionen für das Festival Kammeroper Schloss Rheinsberg. Regelmäßig treten die Brandenburger Symphoniker u. a. in Berlin (Konzerthaus Berlin, Berliner Philharmonie), Potsdam (Nikolaisaal), Frankfurt (Oder) (Konzerthalle), sowie in anderen Städten des Landes Brandenburg auf, gastieren aber auch im ganzen Bundesgebiet und im Ausland. So führten Gastspiele das Orchester durch Europa, in die USA, nach Japan, Südafrika und China. Die Brandenburger Symphoniker waren zuletzt auch regelmäßiger Gast beim Festival MúsicaMallorca in Palma.
Das 1997 gegründete Jacaranda Ensemble ist ein deutsches Instrumentalensemble, das sich aus Musikern und Solisten der Brandenburger Symphoniker zusammensetzt.

## Chefdirigenten
- 1945–1946 Martin Velins
- 1946–1950 Paul Schwob
- 1950–1955 Paul Diener
- 1955–1956 Willi Bantelmann
- 1957–1958 Hermann Josef Nellessen
- 1958–1959 Hans-Werner Nicolovius
- 1959–1964 Gerhard Wappler
- 1964–1967 Jochen Wehner
- 1967–1978 Rolf Rohde
- 1978–1985 Andreas Wilhelm
- 1985–1989 Christian Morgenstern
- 1990–1999 Heiko Mathias Förster
- 2000–2015 Michael Helmrath
- 2015–2020 Peter Gülke
- 2020–2023 Olivier Tardy (Erster ständiger Gastdirigent)

Im Oktober 2022 wählte das Orchester Andreas Spering zu seinem neuen Chefdirigenten. Dessen Fünfjahresvertrag begann im August 2023.